# C/2011 U3 (PANSTARRS)
C/2011 U3 (PANSTARRS) — одна з гіперболічних комет. Комета була відкрита 24 жовтня 2011 року, коли мала 21.8m.